# Mistrovství Československa jednotlivců na klasické ploché dráze 1986
Mistrovství Československa jednotlivců na klasické ploché dráze 1986 bylo tvořeno 6 závody.

## Závody
Z1 = Pardubice - 23. 4. 1986
Z2 = Praha - 24. 4. 1986
Z3 = Kopřivnice - 30. 4. 1986
Z4 = Březolupy - 1. 5. 1986
Z5 = Liberec - 12. 7. 1986
Z6 = Slaný - 13. 7. 1986

## Celkové výsledky
| Pořadí | Jméno                | Klub              | Body | Body celkem |
| ------ | -------------------- | ----------------- | ---- | ----------- |
| 1.     | Antonín Kasper       | Rudá hvězda Praha |      | 85          |
| 2.     | Roman Matoušek       | Rudá hvězda Praha |      | 72          |
| 3.     | Lubomír Jedek        | Rudá hvězda Praha |      | 69          |
| 4.     | Stanislav Urban      | Pardubice         |      | 60          |
| 5.     | Petr Kučera          | Pardubice         |      | 53          |
| 6.     | Zdeněk Schneiderwind | Rudá hvězda Praha |      | 50          |
| 7.     | Jindřich Dominik     | Plzeň             |      | 48          |
| 8.     | Petr Vandírek        | Rudá hvězda Praha |      | 45          |
| 9.     | Ladislav Hradecký    | Slaný             |      | 43          |
| 10.    | Jiří Svoboda         | Rudá hvězda Praha |      | 35          |
| 11.    | Josef Rybář          | Liberec           |      | 30          |
| 12.    | Jan Schinágl         | Pardubice         |      | 24          |
| 13.    | Pavel Karnas         | Pardubice         |      | 23          |
| 14.    | Josef Fejfar         | Rudá hvězda Praha |      | 17          |
| 15.    | Bohumil Brhel        | Rudá hvězda Praha |      | 17          |
| 16.    | František Ledecký    | Rudá hvězda Praha |      | 1           |

### 3. závod Kopřivnice - 30. dubna 1986
| Pořadí | Jméno                | Klub              | Body | Body celkem |
| ------ | -------------------- | ----------------- | ---- | ----------- |
| 1.     | Antonín Kasper       | Rudá hvězda Praha |      | 14          |
| 2.     | Lubomír Jedek        | Rudá hvězda Praha |      | 13          |
| 3.     | Zdeněk Schneiderwind | Rudá hvězda Praha |      | 11          |
| 4.     | Roman Matoušek       | Rudá hvězda Praha |      | 11          |
| 5.     | Petr Vandírek        | Rudá hvězda Praha |      | 10          |
| 6.     | Stanislav Urban      | Pardubice         |      | 10          |
| 7.     | Petr Kučera          | Pardubice         |      | 10          |
| 8.     | Jan Schinágl         | Pardubice         |      | 10          |
| 9.     | Jindřich Dominik     | Plzeň             |      | 9           |
| 10.    | Jiří Svoboda         | Rudá hvězda Praha |      | 6           |
| 11.    | Ladislav Hradecký    | Slaný             |      | 4           |
| 12.    | Josef Fejfar         | Rudá hvězda Praha |      | 4           |
| 13.    | Bohumil Brhel        | Rudá hvězda Praha |      | 3           |
| 14.    | Josef Rybář          | Liberec           |      | 2           |

### 4. závod Březolupy - 1. května 1986
| Pořadí |      | Jméno                | Klub              | Body       | Body celkem |
| ------ | ---- | -------------------- | ----------------- | ---------- | ----------- |
| 1.     | (11) | Roman Matoušek       | Rudá hvězda Praha | 2,3,3,3,3  | 14          |
| 2.     | (2)  | Antonín Kasper       | Rudá hvězda Praha | 3,1,3,2,3  | 12+3        |
| 3.     | (7)  | Petr Kučera          | Pardubice         | 3,2,2,3,2  | 12+2        |
| 4.     | (13) | Petr Vandírek        | Rudá hvězda Praha | 1,3,3,1,2  | 10          |
| 5.     | (3)  | Ladislav Hradecký    | Slaný             | 2,1,0,3,3  | 9           |
| 6.     | (8)  | Zdeněk Schneiderwind | Rudá hvězda Praha | 0,2,3,0,3  | 8           |
| 7.     | (10) | Stanislav Urban      | Pardubice         | 3,2,0,1,2  | 8           |
| 8.     | (14) | Josef Rybář          | Liberec           | 2,3,1,1,1  | 8           |
| 9.     | (5)  | Lubomír Jedek        | Rudá hvězda Praha | 2,2,ef,2,2 | 8           |
| 10.    | (4)  | Bohumil Brhel        | Rudá hvězda Praha | 0,3,1,3,f  | 7           |
| 11.    | (9)  | Jindřich Dominik     | Plzeň             | 1,1,2,2,1  | 7           |
| 12.    | (1)  | Pavel Růžička        | Pardubice         | 1,0,1,2,1  | 5           |
| 13.    | (15) | Jiří Svoboda         | Rudá hvězda Praha | 3,0,ef,0,0 | 3           |
| 14.    | (16) | Jan Schinágl         | Pardubice         | 0,1,2,0,0  | 3           |
| 15.    | (6)  | Josef Fejfar         | Rudá hvězda Praha | 1,0,0,1,1  | 3           |
| 16.    | (12) | Jaroslav Gavenda     |                   | 0,-,-,-,-  | 0           |
| R.     | (17) | Stanislav Kura       |                   | 0,2,0,0    | 2           |